# 市川市立大町小学校
市川市立大町小学校（いちかわしりつ おおまちしょうがっこう）は、千葉県市川市大町にある公立小学校。2016年現在、全校生徒は約120人である。
学区内にある大町団地では少子高齢化が進んでおり、児童数が減少中である。地下10mの地層からイタヤガイの化石が発見されたことにちなみ、校章はイタヤガイの貝殻をモチーフとしたものになっている。

## 周辺
- わんぱくの森
- 松飛台駅
- 国道464号線（大町梨街道）

## 施設
- 校舎 ：4階建て。教室のほかに職員室、理科室、図書室、多目的室、音楽室、図工室、家庭科室などがある。
- プール：25m×15m×1.4m - 森側が浅い。
- 体育館：４0m×２0m - 放送室もある。
- わんぱく農園

## 沿革
- 1973年 - 市川市立大柏小学校より分離独立。
- 1974年 - 現校舎に移転。
- 1979年 - 校舎増築。
- 2006年 - 千葉県による「ちばっ子元気に」食と農の体験事業の指定校となる。

## 通学区域
- 大町1～367番地、370～381番地、409～476番地、492～510番地、545～602番地[2]
- 大野町4丁目2525～2594番地、2602～2605番地、2763～2764番地、2768～2789番地[2]